# Autotreno ST ATR.120
L'autotreno ATR.120 di Sistemi Territoriali è un autotreno per il servizio regionale costruito dalla Stadler Rail e appartenente alla famiglia GTW 4/12.
Si tratta di una serie di autotreni composti da due semitreni a tre casse, utilizzati sulla linea sociale Adria–Mestre. Vennero progettati come versione a grande capacità degli ATR 110 e 116 a 2 casse.

Dal 2020 tutti i convogli appartengono a Infrastrutture Venete, società scorporata da Sistemi Territoriali per la gestione dell'infrastruttura idroviaria e ferroviaria con annessi beni mobili e immobili. Con questo passaggio di consegne gli autotreni sono sotto contratto di comodato d'uso da IV a ST.

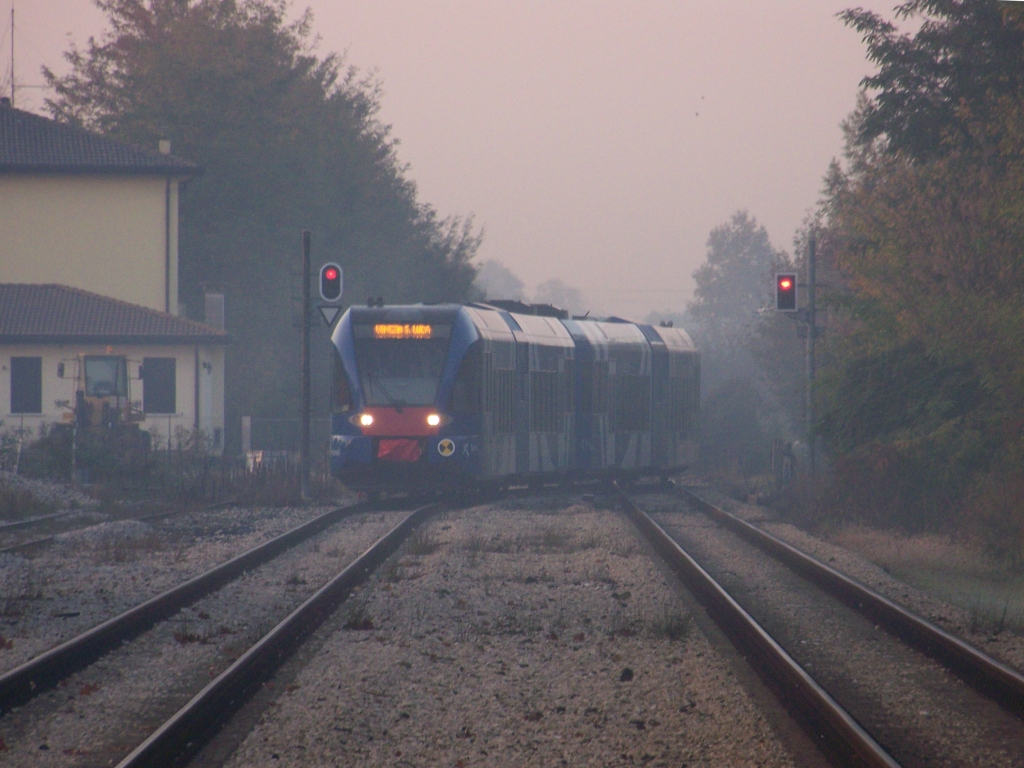
Un ATR.120 a Prozzolo diretto a Venezia Santa Lucia.